# Ahmed Zitouni (football)
Pour les articles homonymes, voir Zitouni.
Ahmed Zitouni, né le 23 mai 1947 à Mareth, est un footballeur et entraîneur tunisien.
À la suite d'une très grave blessure, il prend sa retraite à l'âge de 28 ans. Il exerce en tant qu'entraîneur pendant quelques années mais sans grand succès.

## Carrière

### Joueur
- 1960-1964 : Club africain (juniors)
- 1964-1968 : Club africain (espoirs)
- 1968-1975 : Club africain

### Entraîneur
- 1976-1977 : Club africain  (minimes)
- 1978-1980 : Croissant sportif de Redeyef
- 1982-1983 : Club africain (adjoint de Mokhtar Tlili en seniors)
- 1983-1985 : Club africain (juniors)
- 1985-1986 : Club africain (seniors)
- 1986-1987 : Grombalia Sports
- 1989-1991 : Al Oruba SC (Oman)

## Palmarès

### Clubs
- Championnat de Tunisie :
  - Vainqueur : 1973, 1974
- Coupe de Tunisie :
  - Vainqueur : 1969, 1970, 1972, 1973
  - Finaliste : 1974
- Coupe du Maghreb des clubs champions : 
  - Vainqueur : 1974, 1975, 1976
- Coupe du Maghreb des vainqueurs de coupe :
  - Vainqueur : 1971
  - Finaliste : 1972, 1973
- Championnat de Tunisie espoirs :
  - Vainqueur : 1966, 1968

### Équipe nationale
- Coupe de Palestine des nations :
  - Vainqueur : 1973
- Jeux méditerranéens :
  - Finaliste : 1971

### Distinction
- Lauréat du concours du soulier d'or tunisien : 1970-1971

### Statistiques personnelles
- Sélections : 29
- Matchs de championnat seniors : 116 (un but)
- Matchs de coupe seniors : 18
- Matchs de coupe du Maghreb : 10

## Sélections
- 28 matchs internationaux[1]